# Universiada de Invierno de 2011
Los XXV Juegos Universitarios de Invierno se celebraron en Erzurum (Turquía), del 26 de enero al 6 de febrero de 2011, bajo la denominación Erzurum 2011.

Participaron un total de 3720 deportistas, representantes de 58 países miembros del Federación Internacional de Deportes Universitarios (FISU), siendo la edición de los Juegos Universitarios de Invierno con el mayor número de naciones participantes. El total de competiciones fue de 61 repartidas en 11 deportes.
Erzurum, cuenta con más de 6.000 años de historia y ha sido un centro económico y político como anfitrión de las civilizaciones más importantes del mundo, como los romanos, persas, bizantinos, otomanos y turcos selyúcidas. Una vez culminado los juegos, la ciudad busca postularse para ser sede de los Juegos Olímpicos de Invierno.
Entre los principales desafíos que enfrenta la ciudad sede son las escasas nevadas que se ha presentado en la región durante las vísperas de los juegos.

## Proceso de candidatura
Para la vigésima quinta edición de los juegos se postularon las ciudades de Maribor (Eslovenia) y Erzurum (Turquía). La  FISU anunció el 16 de enero de 2007 en Turín (Italia), ante del comienzo de los Juegos Universiada de Invierno 2007 que Erzurum era la candidatura ganadora. A Maribor se le otorgó la sede para los Juegos Universiada de invierno de 2013.

## Participantes

### Naciones participantes
A continuación la lista de los países participantes en los Juegos Universiada 2011 en su edición de invierno. Es de resaltar que Malasia y Venezuela participarán por primera vez en la historia. Siria estaba entre los países participantes inscritos, pero se retiró a última hora, esto habría marcado el debut de Siria. Con 57 naciones asistentes, es la edición de los Juegos Universiadas con la mayor cantidad de países participantes. 
| - Australia - Austria - Azerbaiyán - Bielorrusia - Bélgica - Bosnia y Herzegovina - Brasil - Bulgaria - Canadá - China - Colombia - Croacia - República Checa - Dinamarca - Estonia - Finlandia - Francia - Alemania - Reino Unido | - Grecia - Hungría - Irán - Irlanda - Italia - Japón - Kazajistán - Corea del Sur - Letonia - Líbano - Lituania - Macedonia del Norte - Malasia - México - Moldavia - Mónaco - Mongolia - Montenegro - Nepal | - Países Bajos - Nueva Zelanda - Noruega - Polonia - Rusia - San Marino - Serbia - Eslovaquia - Eslovenia - Sudáfrica - España - Suecia - Suiza - China Taipéi - Tailandia - Turquía - Ucrania - Estados Unidos - Venezuela |

### Deportes
| - Esquí alpino - Biatlón - Esquí de fondo - Curling | - Patinaje artístico sobre hielo - Esquí acrobático - Hockey sobre hielo - Combinada nórdica | - Patinaje de velocidad sobre pista corta - Salto de esquí - Snowboarding |

## Símbolos

### Mascota
La mascota oficial de Erzurum 2011, simboliza al águila de dos cabezas, símbolo bizancio, llamado Águila bicéfala.

## Organización

### Comité organizador
El ministro de estado, Faruk Nafiz Özak fue designado como el presidente del Comité Organizador y este a la vez delegó la responsabilidad en Bekir Korkmaz como Coordinador General.

### Instalaciones deportivas
Entre los principales escenarios a ser sede de las competiciones deportivas se encuentran:
- Montañas Konali.
- Distrito Dumlu
- Kiremitlik Tepe
- Universidad Atatürk
- Yenişehir Convertible Rink

El lugar más lejano de la ciudad es el distrito de Dumlu, sede de las competiciones de Biatlón y Esquí de fondo, ubicado a 20 km de la ciudad de Erzurum.

## Desarrollo

### Ceremonia de apertura
La ceremonia de apertura se realizará el jueves 27 de enero de 2011 en el Estadio de Cemal Gürsel (39°54′40″N 41°14′17″E / 39.91111, 41.23806) a partir de las ocho de la tarde (UTC +2 GMT). Será un espectáculo centrado en la civilización y la cultura de Anatolia. Las actividades incluirá una mezcla de luz, baile, sonido y fuegos artificiales, además resaltará la cultura de Erzurum, Turquía y el folclore moderno de hoy. El evento será transmitido en vivo a nivel mundial.
| Etapa         | Características |
| 20.00 - 20.10 | Entrada de la banda y del pabellón de los Juegos Universitarios de Invierno                                                    |
| 20.10 – 20.15 | El presidente del FISU, da la bienvenida al país anfitrión y sus autoridades                                                   |
| 20.15 – 20.20 | Himno nacional del país anfitrión e izado de las banderas                                                                      |
| 20.20 – 21.00 | Entrada de los deportistas participantes                                                                                       |
| 21.00 – 21.05 | Discurso de bienvenida del presidente ejecutivo del Comité Organizador                                                         |
| 21.05 – 21.10 | Discurso de bienvenida del presidente del FISU y solicita a las autoridades del país anfitrión que declare los juegos abiertos |
| 21.10 – 21.12 | Las autoridades del país anfitrión declara los juegos abiertos                                                                 |
| 21.12 – 21.16 | Entrada de la bandera de la Federación Internacional de Deportes Universitarios                                                |
| 21.16 – 21.18 | Himno oficial de la Federación Internacional de Deportes Universitarios e izado de la bandera                                  |
| 21.18 – 21.28 | Llegada de la antorcha olímpica y encendido de la llama                                                                        |
| 21.28 - 21.29 | Juramento de los atletas |
| 21.29 – 21.30 | Juramento de los árbitros |
| 21.30 – 21.45 | Los atletas toman sus lugares para contemplar el evento cultural                                                               |
| 21.45 – 22.30 | Fin de la ceremonia de apertura                                                                                                |

### Calendario
El cronograma de competencias publicado por el comité organizador de los juegos es:
| ● | Ceremonia de apertura |  | Competiciones deportivas | ● | Finales |  | Gala de exhibición | ● | Ceremonia de clausura |

| enero/Febrero                           | enero/Febrero                           | Ju 27 | Vi 28 | Sa 29 | Do 30 | Lu 31 | Ma 1 | Mi 2 | Ju 3 | Vi 5 | Sa 5 | Do 6 |    |
| --------------------------------------- | --------------------------------------- | ----- | ----- | ----- | ----- | ----- | ---- | ---- | ---- | ---- | ---- | ---- | -- |
| Ceremonias                              | Ceremonias                              | ●     |       |       |       |       |      |      |      |      |      | ●    |    |
| Esquí alpino                            | Esquí alpino                            |       |       | 1     | 1     | 1     | 1    |      | 1    | 1    | 1    | 1    | 8  |
| Biatlón                                 | Biatlón                                 |       |       | 2     |       |       | 2    | 2    |      | 1    | 2    |      | 9  |
| Esquí de fondo                          | Esquí de fondo                          |       | 2     | 2     |       | 2     |      | 2    | 1    |      | 2    |      | 11 |
| Curling                                 | Curling                                 |       |       |       |       |       |      |      |      |      | 2    |      | 2  |
| Patinaje artístico sobre hielo          | Patinaje artístico sobre hielo          |       |       |       |       |       |      | 2    | 1    | 2    |      |      | 5  |
| Esquí acrobático                        | Esquí acrobático                        |       | 2     |       |       |       |      |      |      |      | 2    |      | 4  |
| Hockey sobre hielo                      | Hockey sobre hielo                      |       |       |       |       |       |      |      |      |      | 1    | 1    | 2  |
| Combinada nórdica                       | Combinada nórdica                       |       | 1     |       | 1     |       | 1    |      |      |      |      |      | 3  |
| Patinaje de velocidad sobre pista corta | Patinaje de velocidad sobre pista corta |       | 2     | 2     | 4     |       |      |      |      |      |      |      | 8  |
| Salto de esquí                          | Salto de esquí                          |       | 1     | 1     |       | 1     |      |      | 1    |      |      |      | 4  |
| Snowboarding                            | Snowboarding                            |       |       |       | 2     |       | 2    |      |      | 2    |      | 2    | 8  |
| Número de Medallas de Oro por día       | Número de Medallas de Oro por día       |       | 8     | 8     | 8     | 4     | 6    | 6    | 4    | 6    | 10   | 4    | 66 |
| enero/Febrero                           | enero/Febrero                           | Ju 27 | Vi 28 | Sa 29 | Do 30 | Lu 31 | Ma 1 | Mi 2 | Ju 3 | Vi 5 | Sa 5 | Do 6 | T  |

| Predecesor: Harbin 2009 | XXV Universiada de Invierno 2011 | Sucesor: Maribor 2013 |